# Філіпп Ар'єс
Філіпп Ар'єс (фр. Philippe Ariès; 21 липня 1914, Блуа — 8 лютого 1984, Тулуза) — французький історик, автор праць з історії повсякденності, історії сім'ї та дитинства. Предметом його найвідомішої книги «Людина перед обличчям смерті» є історія відношення до смерті в європейському суспільстві. Автор праць, присвячених дитинству, дитині та ставлення до дітей при «старому порядку», переважно в XVI—XVIII столітті. У своїх працях показав, що важливим предметом історичного аналізу можуть бути такі теми, як ставлення до дитинства або до смерті.

## Біографія
Батько Ар'єса походив з Жиронди, а його мати — з острова Мартиніка; обоє батьків мали монархічні погляди й у 1926 році сприйняли як розчарування засудження Папою монархічної, а з часом і профашистської організації Аксьйон франсез. Ар'єс навчався в католицьких школах Парижа, спершу в школі домініканців, а потім у школі єзуїтів.
У Гренобльському університеті та в Сорбонні студіював історію і географію. У 1930-і роки Ар'єс був тісно пов'язаний з Аксьйон франсез, від якої дистанціювався лише під враженням від режиму Віші.
1939 та 1941 року не зміг одержати диплом agrégation d'histoire. Через військову службу під час Другої світової війни Арьєс потрапив на роботу в Інститут досліджень колоніального сільського господарства (l'Institut des fruits et agrumes coloniaux [IFAC]), де працював з 1943 по 1978 рік.
1943 року Ар'єс опублікував свою першу працю, присвячену соціальним традиціям у сільському суспільстві Франції. 1948 року з'явилася праця про історії населення Франції та його ставлення до життя. 1945 року брат Філіппа Ар'єса Жак покінив життя самогубством, перебуваючи на німецькому фронті в Уттенвайлері. 1947 року Філіпп Ар'єс одружився з братовою вдовою, яка в наступні роки багато допомагала йому в науковій роботі.
У 1950-і роки Ар'єс перебував під впливом історика Данієля Алеві та філософа Габріеля Марселя. У Франції Ар'єс залишався невідомим як історик, натомість у США, де 1962 року вийшла в перекладі його книга «Centuries of Childhood: A Social History of Family Life» (Knopf), він вважається одним з авторитетних фахівців. Тож Ар'єс часто навідував США й 1974 року опублікував там книгу «Western Attitudes toward Death» (Johns Hopkins University Press). На основі цієї праці 1977 року у Франції вийшла книга «Людина перед обличчям смерті» (Seuil). Після цієї публікації Ар'єс стали сприймати як одного з чільних послідовників Школи «Анналів».
1978 року Ар'єс став директором досліджень престижної Вищої школи соціальних наук у Парижі, директором якої був історик Франсуа Фюре. Лише в 1978 році він покинув інститут сільськогосподарських досліджень, де пропрацював 37 років. Помер у місті Тулуза, куди переїхав за рік до смерті.

## Особистість
Ар'єс займав унікальне становище у світі французьких інтелектуалів. Велику частину життя він пропрацював на керівній посаді в інституті, що займався вивченням вирощування та імпорту тропічних фруктів. Зокрема, він зробив внесок у технічне та інформаційне переоснащення служби імпорту. Сам себе Ар'єс називав «недільним істориком», маючи на увазі, що він працює над історичними працями лише у вихідні. Саме так називається його автобіографічна книга, видана в 1980 року (Un historien du dimanche).
Сам Ар'єс вважав себе традиціоналістом, прихильником королівської влади за середньовічним зразком. У всіх його працях відчувається певний ухил до антимодернізму. Незважаючи на співпрацю з ультраправою Аксьон франсез та з монархічним виданням La Nation française, Ар'єс був у близьких стосунках із низкою лівих істориків, особливо з Мішелем Фуко.

## Праці

### Дитина та сімейне життя при старому порядку
Книга, що вийшла у Франції 1960 року є однією з найважливіших праць з історії дитинства, оскільки власне була першою значною роботою присвяченою цій темі. У своїй праці Ар'єс висуває тезу про те, що в середньовічному суспільстві, ідеї дитинства як такої не існувало. Ставлення до дітей розвивалося з часом у міру зміни економічної та соціальної ситуації. Дитинство  як поняття і як специфічна роль у родині виникає в XVII столітті.

### Людина перед обличчям смерті
Праця «Людина перед обличчям смерті» видана 1977 року. Головна теза у книзі: існує зв'язок між установками у ставленні до смерті, що домінують у цьому суспільстві на певному етапі історії, та самосвідомістю особистості, типовою для цього суспільства. Тому зміна сприйняття смерті пов'язана зі зрушеннями в трактуванні людиною самої себе.
Ар'єс визначає п'ять головних етапів у зміні установок щодо смерті.
Перший етап (позначений виразом «всі помремо») — цей стан «прирученої смерті», який залишається стабільним в широких верствах населення, починаючи з архаїчних часів до XIX століття, (або навіть до наших днів). Терміном «приручена смерть» Ар'єс підкреслює, що люди на цьому етапі ставилися до смерті як до буденного явища, яке не вселяло їм особливих страхів. Людина органічно включена в природу, тож між мертвими та живими існує гармонія. Тому «приручену смерть» сприймали як природну неминучість. Відсутність страху перед смертю у людей Раннього Середньовіччя Ар'єс пояснює тим, що, за їхнім уявленнями, померлих не очікували суд і відплата за прожите життя, і вони занурювалися в своєрідний сон, який триватиме «до кінця часів», до другого пришестя Христа, після чого всі, окрім найтяжчих грішників, прокинуться і потраплять до царства небесного.
Другий етап («Смерть своя») утверджується інтелектуальною елітою в період між XI і XIII століттями на основі ідеї Страшного суду. Уявлення про суд над родом людським змінюється новим уявленням — про суд індивідуальний, який відбувається в момент смерті людини. У своїй смерті людина індивідуалізується, власна ідентичність бере гору над підпорядкуванням колективної долі. Цей етап є результатом трансформації людської долі в бік її індивідуалізації.
Третій етап еволюції сприйняття смерті (епоха Просвітництва) — «смерть далека та близька». Він характеризується, за Ар'єсом, крахом механізмів захисту від природи. І до сексу, і до смерті повертається їхня дика, неприборкана, що не зв'язана ритуалами сутність. Символом цієї епохи для вченого стає маркіз де Сад.
Четвертий етап тривалої еволюції щодо сприйняття смерті — «смерть твоя» (епоха романтизму). Комплекс трагічних емоцій, викликаний відходом з життя коханої людини або друга, на погляд Ар'єса, є новим явищем, пов'язаним із зміцненням емоційних зв'язків всередині родини та взагалі між людьми. З ослабленням віри в потойбічні кари змінюється ставлення до смерті; її чекають як моменту возз'єднання з коханою істотою, що раніше пішла з життя. Загибель близької людини видається тяжчою втратою, ніж власна смерть. Романтизм сприяє перетворенню страху смерті в почуття прекрасного.
П'ятий етап, названий Ар'єсом «смерть обернута», характерний для XX століття, коли суспільство витісняє смерть з колективної свідомості, поводиться так, ніби її не існує, ніби взагалі ніхто не вмирає.
Зміна відношення до смерті, на думку Ар'єса, визначається чотирма параметрами:
- індивідуальна самосвідомість;
- захисні механізми проти неконтрольованих сил природи, що постійно загрожують соціальному порядку (найбільш небезпечні сили — секс і смерть);
- віра в потойбічне існування;
- віра в тісний зв'язок між злом і гріхом, стражданням та смертю, що утворює підґрунтя для міфу про «падіння» людини.

Ці «змінні» вступають між собою в різні поєднання, що по різному корелюють в ході історії.

## Основні публікації
- Les Traditions sociales dans les pays de France, Éditions de la Nouvelle France, 1943.
- Histoire des populations françaises et de leurs attitudes devant la vie depuis le XVIIIe, Self, 1948.
- Attitudes devant la vie et devant la mort du XVIIe au XIXe, quelques aspects de leurs variations, INED, 1949.
- Sur les origines de la contraception en France, extrait dePopulation. No 3, juillet-septembre 1953, pp 465—472.
- Le Temps de l'histoire, Éditions du Rocher, 1954.
- Deux contributions à l 'histoire des pratiques contraceptives, extrait dePopulation. N ̊ 4, octobre-décembre 1954, pp 683—698.
- L'Enfant et la vie familiale sous l'Ancien Régime, Plon, 1960.
- Essais sur l'histoire de la mort en Occident: du Moyen Âge à nos jours, Seuil, 1975.
- L'Homme devant la mort, Seuil, 1977.
- Un historien du dimanche (en collaboration avec Michel Winock), Seuil, 1980.
- Images de l'homme devant la mort, Seuil, 1983.
- Histoire de la vie privée, (dir. avec Georges Duby), 5 tomes: I. De l'Empire romain à l 'an mil; II. De l'Europe féodale à la Renaissance; III. De la Renaissance aux Lumières; IV. De la Révolution à la Grande guerre; V. De la Première Guerre mondiale à nos jours, Seuil, 1985-1986-1987.
- Essais de mémoire: 1943—1983, Seuil, 1993.
- Le présent"idien, 1955—1966 (Recueil de textes parus dans La Nation française entre 1955 et 1966), Seuil, 1997.
- Histoire de la vie privée, (dir. avec Georges Duby), le Grand livre du mois, 2001.